# Veiviržėnai
Veiviržėnai är en ort i Klaipėda län i västra Litauen. Enligt folkräkningen från 2011 har staden ett invånarantal på 840 personer.

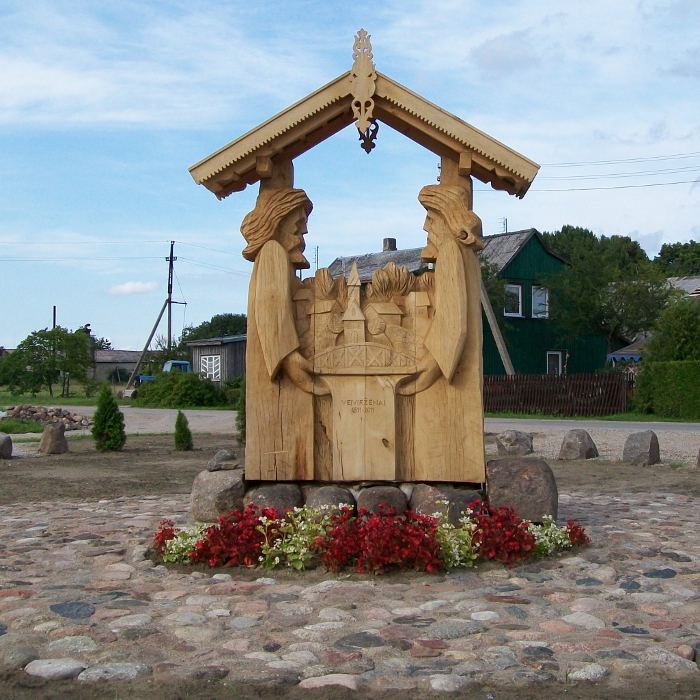
Monument som byggdes till stadens 500-årsjubileum